# Compsocryptus xanthostigma
Compsocryptus xanthostigma là một loài tò vò trong họ Ichneumonidae.